# Gibonni
Zlatan Stipišić Gibonni, hrvaški glasbenik, * 13. avgust 1968, Split.
Gibonni je eden najuspešnejših hrvaških kantavtorjev in svetovno priznani glasbenik.

## Gibonnijeva biografija
Zlatan Stipišić – Gibonni se je rodil v Splitu. V mestu, kjer se je začela njegova zgodba o uspehu, ki je sčasoma postala prava pravcata pravljica na hrvaški glasbeni sceni.
Profesionalno se je začel z glasbo ukvarjati sredi osemdesetih let dvajsetega stoletja, ko je bil znan kot vokalist rock skupine »Osmi putnik«.
Njegova glasba (svojevrstna mešanica popa, etna in »world« glasbe) je svojstvena zaradi edinstvene, melanholične mediteranske atmosfere in intimne lirike. Njegove pesmi so izvajali mnogi znani hrvaški glasbeniki, na številnih prireditvah pa so osvajale tudi prestižne glasbene nagrade. Ne bi zgrešili, če bi rekli, da je Gibonni ena redkih pravih »mainstream« glasbenih zvezd na Hrvaškem.
Kmalu po objavi njegovega prvega albuma Sa mnom ili bez mene« je prišlo do preobrata, ki je spremenil prihodnost njegove kariere. Za Oliverja Dragojevića, enega najboljših hrvaških izvajalcev, je napisal pesem Cesarica, za katero lahko rečemo, da je največja pop uspešnica vseh časov. Gibonni je takoj postal najbolj iskan in cenjen glasbenik in skladatelj, njegove pesmi pa so brez izjeme postajale velike uspešnice.
V preteklih desetih letih na glasbeni sceni je Gibonni delal z nekaterimi najbolj cenjenimi hrvaškimi glasbeniki, od največjih pop zvezd do raznih klap. Albumi, ki so sledili po debitantskem, Noina arka (1993), Kruna od perja (1994) in Ruža vjetrova (1997), so dali nekaj največjih narodnih uspešnic: Tempera (pozneje v priredbi najbolj znane hrvaško-kubanske skupine Cubismo), Lipa moja, Dvije duše, Ako me nosiš na duši, Ej vapore, ...
Naslednji Gibonnijev solo album Judi, zviri i beštimje je izšel pri založbi Dallas Records leta 1999. V tistem trenutku je bil to najbolje prodajani album na Hrvaškem in v Sloveniji, saj je osvojil kar sedem Porinov. Kmalu po izidu so ga kritiki označili kot »najboljši hrvaški album desetletja«, s hiti kot so Činim pravu stvar, Projdi vilo ali I ja ću budan sanjati.
Gibbonijev dolgo pričakovani album Mirakul je bil objavljen 16. oktobra 2001 in v samo nekaj dneh postal najbolje prodajani hrvaški album vseh časov. Do danes so ga prodali v več kot 60.000 izvodih (na Hrvaškem in v Sloveniji). Številni kritiki so ga označili kot najboljši album leta 2001 (in tudi 2002), z nekaterimi pesmimi, ki sedaj že zasedajo pomembna mesta v zgodovini hrvaške glasbe.
Po uspehu albumov Svi moji punti kad se zbroje (2003) in Unca fibre (2006), ki sta oba izšla pri založbi Dallas Records, je konec leta 2007 izdal tudi dolgo pričakovani koncertni album Acoustic: Electric, ki je sestavljen iz skrbno zbranih najboljših posnetkov na Gibonnijevih spektakularnih in razprodanih koncertih od Pule, Zagreba, Ljubljane, Rijeke, Sarajeva, Splita, Osijeka in niza številnih drugih mest.

## Diskografija
- 1986 (OSMI PUTNIK) Ulična molitva, Jugoton
- 1987 (OSMI PUTNIK) Glasno, glasnije, PGP RTB
- 1988 (OSMI PUTNIK) Drage sestre moje… nije isto bubanj i harmonika, PGP RTB

- 1991 Sa mnom ili bez mene, Croatia Records
- 1993 Noina arka, Croatia Records
- 1994 Kruna od perja, Croatia Records
- 1995 Koncert (live album), Croatia Records
- 1996 Ruža vjetrova, Croatia Records
- 1999 Judi, zviri i beštimje Dallas Records, s.i.n.
- 1999 24 karata / 18 Velikih, Croatia Records
- 2001 Mirakul, Dallas Records
- 2001 HTisdn Millennium Koncert (DVD, live album), Dallas Records
- 2003 Svi moji punti kad se zbroje (box set), Dallas Records
- 2004 Kolekcija (CD1 - Sa mnom ili bez mene; CD2 - Noina arka; CD3 - Kruna od perja; CD4 - Ruža Vjetrova; CD5 - Koncert), Croatia Records
- 2004 ZG Mirakul live (DVD, live album), Dallas Records
- 2006 The Platinum collection , Croatia Records
- 2006 Unca fibre, Dallas Records
- 2007 Gibonni koncert / Live collection, Croatia Records
- 2007 Acoustic/Electric (live album), Dallas Records
- 2008 Acoustic/Electric (live album) (christmas edition), Dallas Records
- 2008 Acoustic/Electric (live album) (Slovenian edition), Dallas Records
- 2010 Toleranca, Dallas Records
- 2013 20th Century man